# Oudenburg

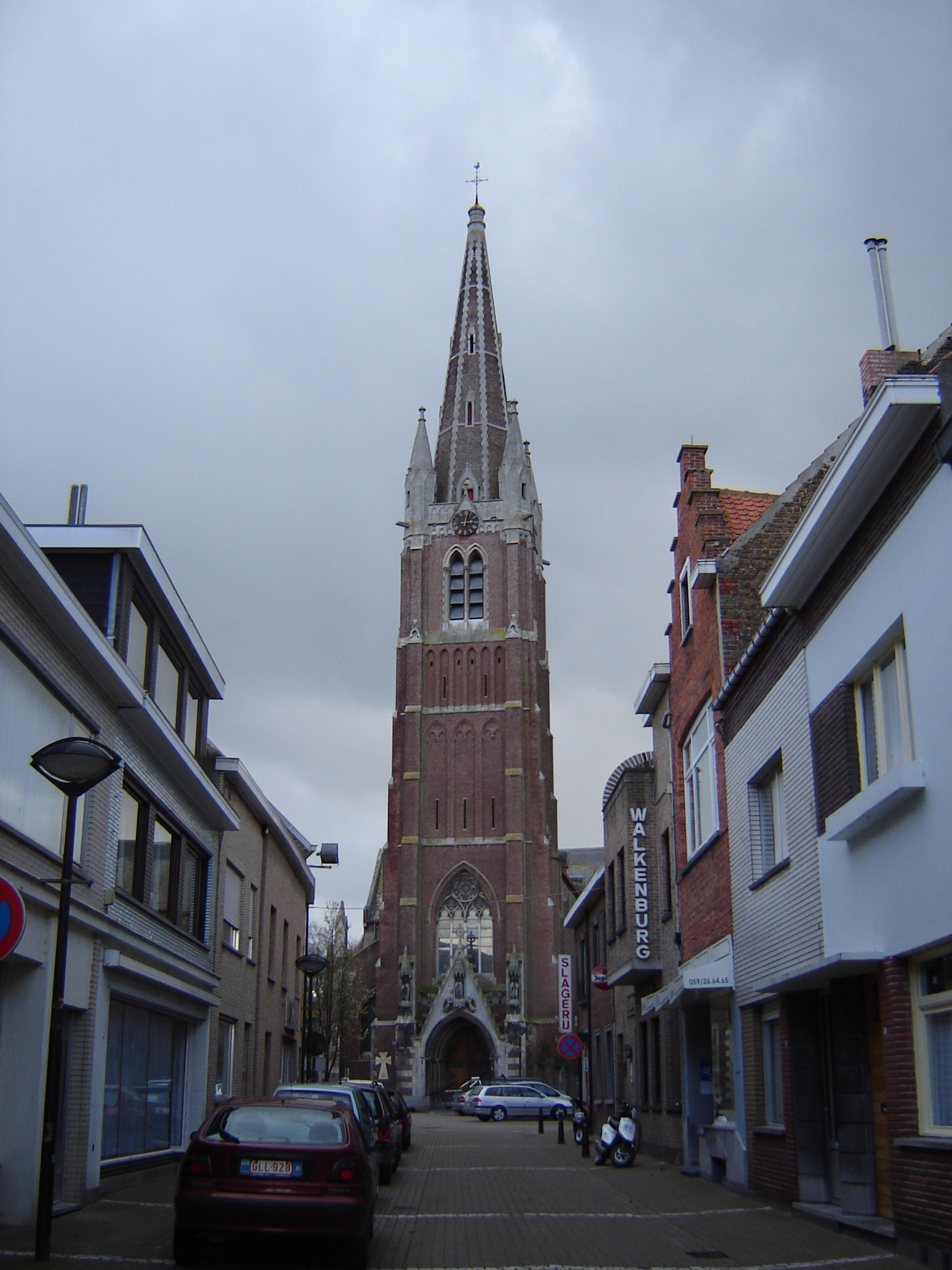
Igreja de Nossa Senhora em Oudenburg

Oudenburg é um município belga da província de Flandres Ocidental. O município é constituído pela cidade de Oudenburg e ainda pelas vilas de Ettelgem, Roksem e Westkerke. Em 1 de Janeiro de 2006, o município tinha  8.929 habitantes, uma área de 35,38 km² a que correspondia a uma densidade populacional de  252 habitantes por km².
A antiga abadia de São Pedro em  Oudenburg, fundada por Arnold de Soissons foi destruída durante a Revolução Francesa.

## Deelgemeenten
O município encontra-se subdividido em 4 deelgemeenten. Na tabela em baixo estão os dados estatísticos referentes a cada uma.
| #   | Nome      | Área km² | População (01/01/2004) |
| --- | --------- | -------- | ---------------------- |
| I   | Oudenburg | 14,73    | 4.627                  |
| II  | Ettelgem  | 7,03     | 1.123                  |
| III | Roksem    | 5,56     | 1.486                  |
| IV  | Westkerke | 8,06     | 1.605                  |

Fonte: Município de Oudenburg 2004

## Vilas fronteiriças
Oudenburg faz fronteira com as seguintes vilas:
| - a. Klemskerke (De Haan) - b. Stalhille (Jabbeke) - c. Jabbeke (Jabbeke) - d. Zerkegem (Jabbeke) - e. Bekegem (Ichtegem) - f. Eernegem (Ichtegem) |

| - g. Moere (Gistel) - h. Gistel (Gistel) - i. Snaaskerke (Gistel) - j. Zandvoorde (Oostende) - k. Bredene (Bredene) |

### Mapa

Oudenburg, vilas e cidades vizinhas. As áreas a amarelo são urbanas.